# 지정초등학교 (경남)
지정초등학교는 대한민국 경상남도 의령군 지정면 봉곡리에 있는 공립 초등학교이다.

## 연혁
- 1924년 4월 1일 지정공립보통학교(4년제) 개교
- 1928년 3월 20일 제1회 졸업(4년제)
- 1936년 3월 31일 6년제 인가
- 1938년 3월 20일 제1회 졸업(6년제)
- 1938년 4월 1일 지정공립심상소학교로 개칭
- 1942년 3월 1일 지정공립국민학교로 개칭
- 1950년 3월 8일 지정국민학교로 개칭
- 1980년 4월 3일 병설유치원 개원
- 1995년 3월 1일 지서분교장 통폐합
- 1996년 3월 1일 지정초등학교로 개칭
- 1999년 9월 1일 지산초등학교 통폐합
- 2013년 2월 20일 제85회 졸업식 (졸업생 총 4,238명)
- 2013년 9월 1일 제27대 장종환 교장 취임
- 2016년 3월 1일 제28대 정중기 교장 부임
- 2017년 2월 16일 제89회 졸업식 (졸업생 총 4,258명)

## 참고 자료
- 지정초등학교 - 한국교육학술정보원 학교알리미